# Halictus platyaspis
Halictus platyaspis är en biart som beskrevs av Cockerell 1945. Halictus platyaspis ingår i släktet bandbin, och familjen vägbin. Inga underarter finns listade i Catalogue of Life.